# Appareil d'appui
Un appareil d'appui de pont est un élément de l’ouvrage placé entre le tablier et les appuis, dont le rôle est de transmettre les actions verticales dues à la charge permanente et aux charges d'exploitation, routières ou ferroviaires, et de permettre des mouvements de rotation ou de translation.
Les premiers appareils d'appui étaient métalliques, puis des articulations béton ont été utilisées dans les petits ponts en béton armé. Mais à partir des années 1950 l'utilisation des appuis en élastomère va être dominante. Aujourd'hui les appareils d'appui en élastomère fretté et les appareils d'appui à pot représentent plus de 90 % des appareils d'appui utilisés sur les ponts en France.
L'appareil d'appui en élastomère fretté est adapté pour des réactions d'appui limitées à 12 MN, calculées à l'état limite ultime (ELU). Cette valeur correspond à des dimensions en plan de l'ordre de 700 x 700 mm. Au-delà de 20 MN, les appareils d'appui à pot sont préférables car ils limitent l'encombrement du dispositif. Entre ces deux valeurs il est possible de conserver des appuis en élastomère, soit en augmentant les dimensions jusqu'à 900 x 900 mm pour les grands ouvrages, soit en accolant deux appareils d'appui plus petits.

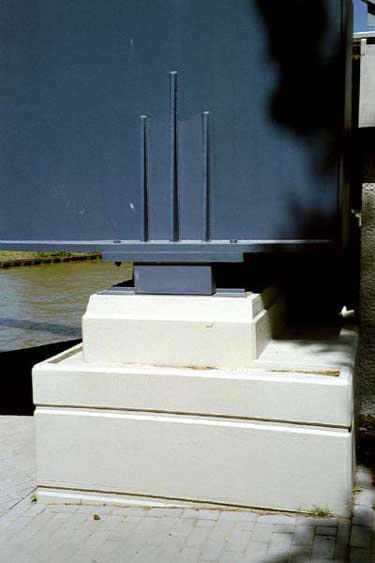
Appareil d'appui en élastomère fretté.

## Histoire
Dans les ponts en maçonnerie, les charges se transmettent au sol par l’intermédiaire des voûtes. Mais avec les ponts métalliques qui font leur apparition au début du XIXe siècle, un tablier supporte la charge et la transmet au sol par l’intermédiaire d’appuis (piles ou culées). L’acier pouvant se dilater ou se contracter sous l’effet de la température, le tablier ne peut pas s’appuyer sur les piles sans qu’un dispositif puisse absorber ces dilatations. On considère alors qu'au-delà de 15 mètres de portée, les poutres du tablier doivent reposer sur des plaques de glissements ou bien des appareils de dilatation à rouleaux. Les dispositifs de dilatation sont des chariots s’appuyant sur des rouleaux en fonte ou en acier dont les formules de calcul sont formellement définies par Koechling en 1900.
Les ouvrages en ciment, puis en ciment armé, naissent après l’invention du ciment artificiel par Louis Vicat en 1840. Mais ce n’est qu’à partir de 1892, lorsque François Hennebique imagine et fait breveter la première disposition correcte des armatures d'une poutre en béton armé, sous le nom de poutre à étrier, que les ponts en béton armé vont prendre leur essor. Dès les premiers ponts apparaît ici aussi la nécessité de mettre en place des appareils d’appuis fixes ou mobiles, en acier ou en béton armé.
Les premiers appareils d’appuis en béton sont les articulations Mesnager introduites en 1907, mais ils sont très rapidement supplantés par les articulations Freyssinet formées par une section rétrécie de béton traversée par des armatures passives de type goujons. De nouvelles articulations, dites de type Caquot, apparaissent en 1928.
L’utilisation du caoutchouc fretté, matériau dénommé également élastomère, au début des années 1950 constitue une évolution majeure. D’abord constitués de simple couches de caoutchouc et de grillages, l’adhérence par vulcanisation apparaît en 1956. Plus tard dans les années 1990 sont utilisés des appuis en élastomère enrobé.
Les appareils à pot constitués d’une embase métallique en forme de pot cylindrique dans laquelle est enserré un coussin en caoutchouc apparaissent au début des années 1960. Une plaque de glissement, généralement en PTFE (polytétrafluoroéthylène), peut être insérée dans la partie supérieure pour permettre les glissements.

## Appareils d'appui métalliques

Appareil d’appui à balancier à contact linéaire

Appareil d’appui à balancier à rotule axiale

Appareil d’appui à balancier à calotte sphérique

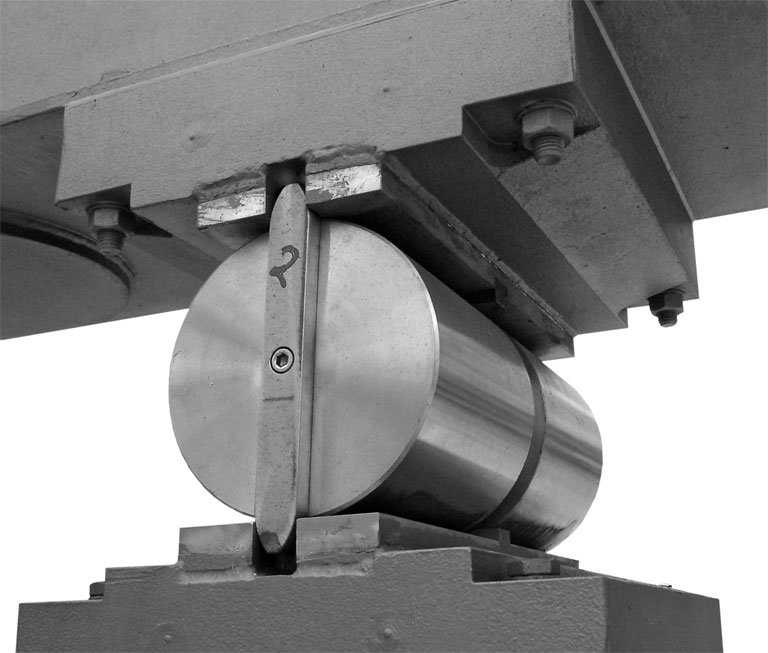
Appareil d'appui métallique à rouleau simple. La dent d'engrènement permet au rouleau de rouler sans glisser

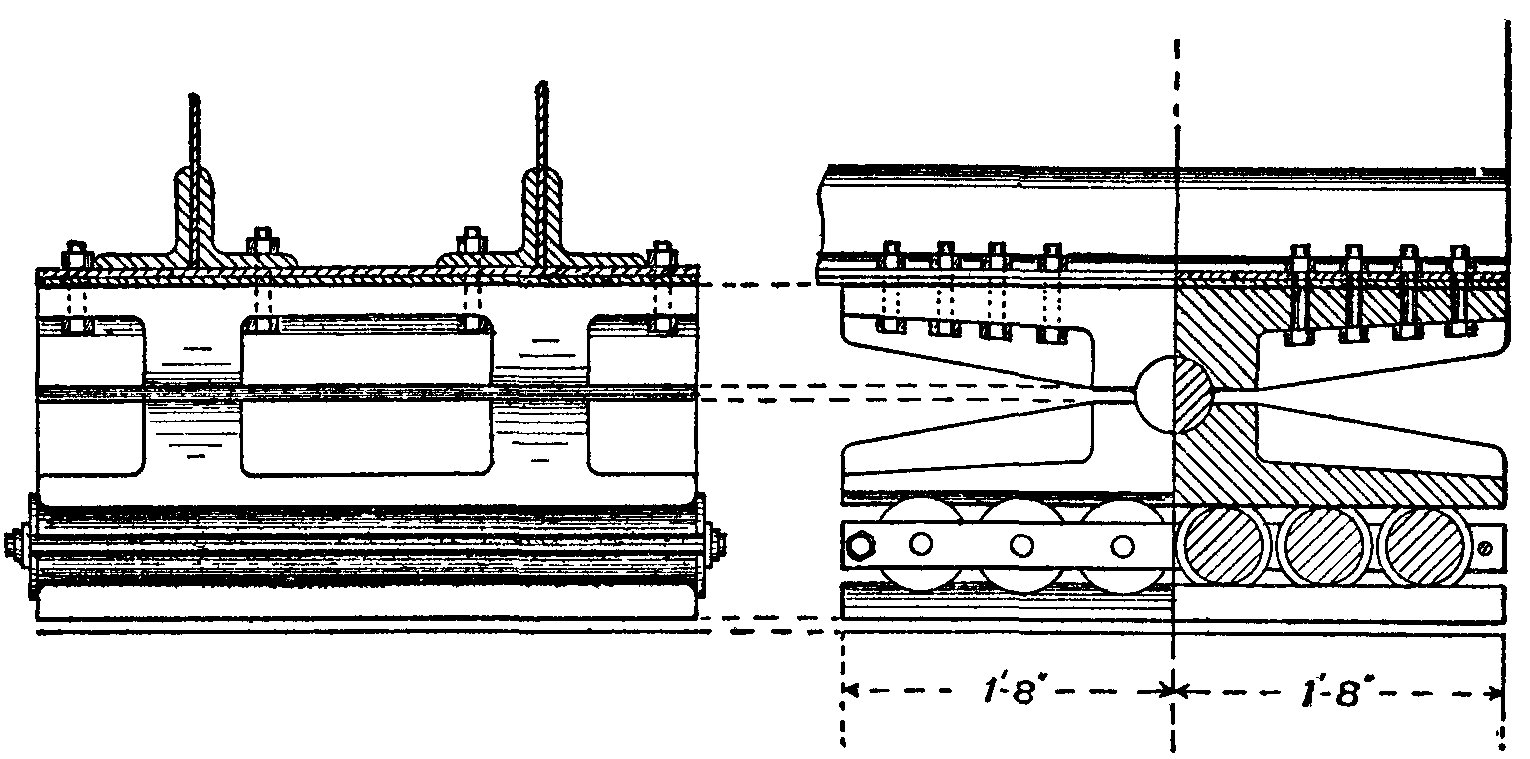
Appareil d'appui métallique à rouleaux multiples. Les rouleaux ne permettant qu'un déplacement par translation, le dispositif est complété par un balancier à rotule sur sa partie supérieure

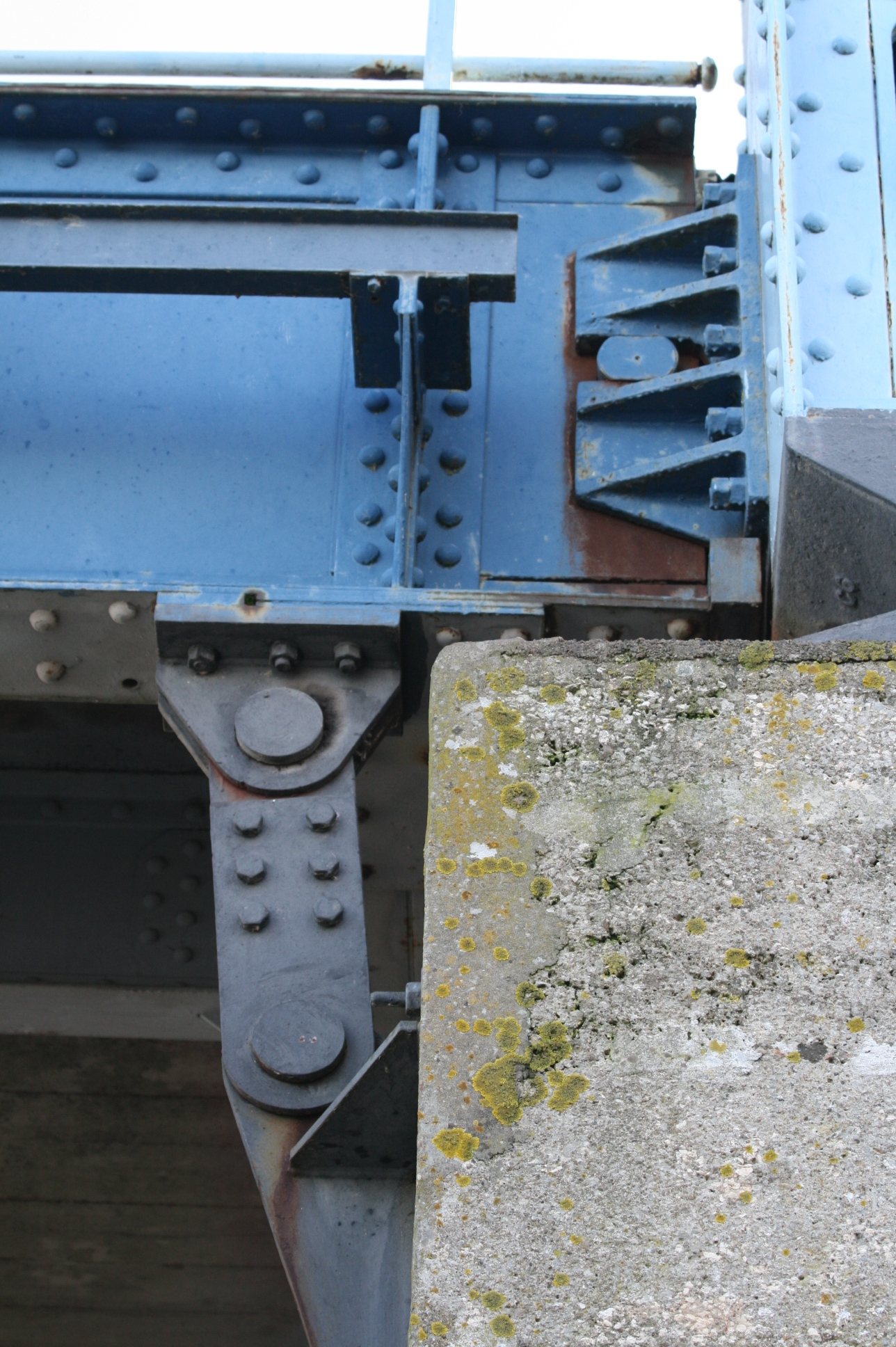
Appareil d'appui à bielle. La bielle fait aussi fonction de dispositif anti-soulèvement

### Appareils à plaques métalliques
Ce sont les dispositifs les plus simples et les plus anciens. On les rencontre sur des ouvrages anciens avec des longueurs dilatables dépassant rarement 20 m et des descentes de charge réparties sur un assez grand nombre de points. Ils sont constitués d'une plaque de plomb ou de zinc pour les plus anciens ou de deux plaques glissant les unes sur les autres. En cas de rotation de flexion, la surface de contact se réduit à une ligne.

### Appareils à balanciers
Ce type d’appareil d’appui comprend plusieurs pièces dont une présente une surface courbe, cylindrique ou sphérique, nommée balancier, sur laquelle peut rouler un autre élément plan ou courbe.
- Balanciers à contact linéaire

Ils sont composés d'une surface cylindre roulant sur une surface plane et permettent la rotation dans une direction et assurent la fonction d'appui fixe. Le guidage est assuré par des goujons ou des dents. Ces appareils sont encore fabriqués en France.
- Balanciers à rotule axiale

Utilisés seuls, ils jouent le rôle d'appareil d'appui fixe. En général, ils comportent un guidage qui empêche un cheminement de l'axe. On les rencontre conjugués avec un plan de glissement constitué de rouleaux multiples pour assurer en plus la fonction de déplacement longitudinal.
- Balanciers à contact ponctuel

Il s’agit de petits appareils d’appui composés d'une surface sphérique convexe sur laquelle se déplace sans glisser, une surface plane ou une surface sphérique concave à grand rayon. Ils permettent les rotations dans toutes les directions, tout en jouant le rôle d'appui fixe.
- Appareils d'appui sphériques et cylindres

Les calottes sphériques sont une variante des appareils précédents. La surface de contact est sphérique, les balanciers supérieurs et inférieurs ayant le même rayon. Il existe des calottes cylindriques variantes des balanciers à rotule axiale. Elles sont aussi appelées genouillères.
Il existe des appareils plus récents dont les surfaces de frottement sont composées de plaques de PTFE (polytétrafluoroéthylène).

### Appareils à rouleaux
Ils assurent à la fois le déplacement longitudinal et la rotation d'axe transversal dû à la flexion du tablier. Il existe plusieurs types de dispositifs : rouleau simple, rouleau simple tronqué (ou galet), rouleau à côtés aplatis (ou pendule), rouleaux multiples.

### Les bielles
Les bielles permettent une double articulation. Elles sont donc généralement utilisées à la jonction de deux éléments dont les mouvements sont indépendants. On peut en trouver sur les ponts suspendus, les cantilevers, etc...
De par leur conception, les désordres éventuels sont à rechercher au niveau des surfaces de contact (axes, etc.), ovalisation par usure, jeu anormal, blocage par corrosion, déplacement. En cas de translation importante les bielles entraînent des dénivellations entre les éléments.

### Désordres des appareils d'appui métalliques
Les dégradations qui peuvent survenir aux appareils d’appui métalliques sont dues à la corrosion des parties métalliques ou au feuilletage des rouleaux lorsqu’il y en a. On en distingue trois types.

#### Mauvais fonctionnement des rouleaux ou mauvaise inclinaison des balanciers
Ce désordre peut être grave de conséquence et des mesures de sauvegarde appropriées doivent être prises (pose de calage de sécurité sous la structure en laissant un espace entre le calage et l'intrados, par exemple). Cette valeur de l'inclinaison doit être mesurée en fonction de la température ambiante le jour de la mesure et calculée pour une position extrême du pont (basse et haute température).
Les causes de ces défauts d'inclinaison sont d'origines diverses :
- une erreur de calcul ou de positionnement d'un point fixe (la position de l'ensemble des appareils d'appui de l'ouvrage doit être reportée sur un plan pour analyser le comportement global de la structure et ne pas rester sur une seule ligne d'appui) ;
- une sous-évaluation du retrait fluage ;
- un mouvement de la structure;
- un mouvement d'appui (poussée de remblai par exemple).

#### Rupture de dents et de dispositif anti-cheminement
Le rôle des dents (boulonnées ou soudées) est d'assurer un roulement sans glissement. Elles ne sont donc pas fondamentalement nécessaires, mais leur rupture est révélatrice d'un problème soit de dessin, soit de fonctionnement. Pour les appareils d'appui fixes, ces dents assurent une reprise d'effort et, dans ce cas, leur rupture est grave.

#### Défaut d'entretien
Ces défauts d’entretien peuvent être :
- grippage, par un graissage insuffisant, une corrosion, une mise en peinture des parties non prévues peintes à la conception, etc.
- aplatissement des rouleaux,
- blocage des rouleaux par accumulation de saletés.

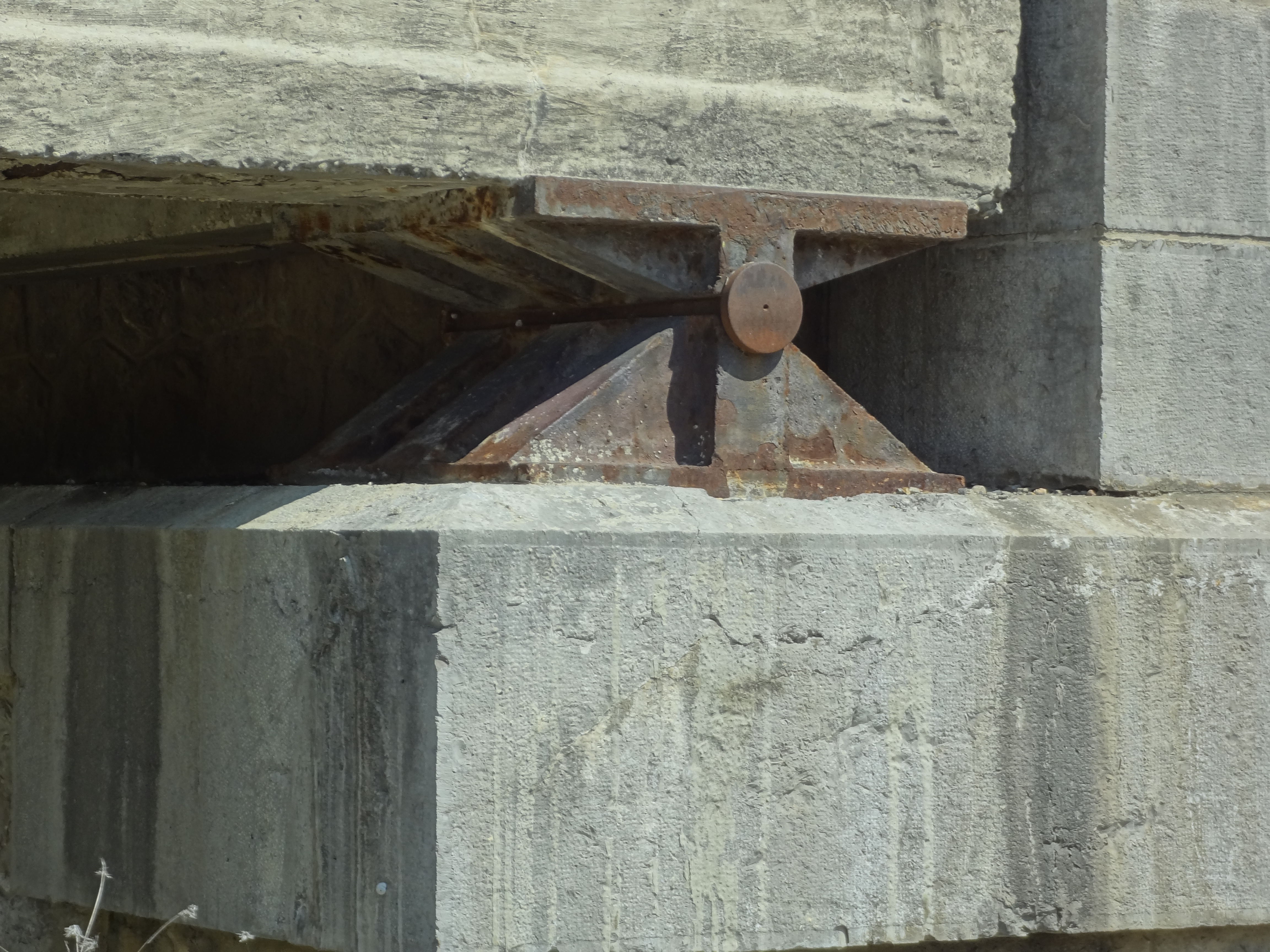
Détail de l’appareil d’appui du pont d’Henrious, à Bras-d'Asse (1927).

## Appareils d'appui en béton

Articulation-Mesnager

Articulation-Freyssinet

### Les articulations Mesnager
Augustin Mesnager, ingénieur des ponts et chaussées français, invente ce type d’articulation en 1907. Elles se composent de barres d'acier se croisant en X dans une section rétrécie de béton ménagée entre les pièces à articuler. Les barres sont disposées alternativement dans l'une ou l'autre direction et sont concourantes sur une même droite : l'axe de l'articulation. La résistance est demandée exclusivement aux barres croisées, à l'exclusion du noyau de béton de la section rétrécie, qui n'a qu'un rôle de protection des armatures,.
Le fonctionnement de l'articulation entraîne une fissuration du noyau et les aciers sont donc mal protégés de la corrosion. On trouve donc peu d'articulation Mesnager sur les ouvrages en service.

### Les articulations Considere
Inventées par l’ingénieur des ponts et chaussées Armand Considère au début de XXe siècle, ce sont des articulations provisoires qui se composent d'un élément de béton fretté réduit à un noyau.
La présence d'armatures en attente permettait ensuite d'enrober l'articulation et de reconstituer la section du poteau. De ce fait, elles sont difficilement identifiables même si elles existent encore sur certains ouvrages en service et cela peut expliquer certains désordres sur les poteaux.

### Les articulations Freyssinet
Les articulations Freyssinet ou à sections rétrécies de béton ont très rapidement remplacé les articulations Considère. Elles équipent de nombreux ouvrages et selon l'intensité des efforts horizontaux, elles possèdent ou ne possèdent pas d'aciers traversants (goujons). Le dimensionnement se trouve dans les règlements de calculs depuis 1964. Il est rarement constaté de désordres sur ces appareils d'appui,,.

### Les articulations Caquot
Les articulations Caquot (ou Considere-Caquot) sont introduites vers 1928. Il s’agit d’articulations à roulement de cylindre ou de sphère sur un plan ou un cylindre dite articulation roulante. Elles remplissent le rôle d'appareil d'appui fixe. Si les efforts horizontaux sont importants, des aciers traversent perpendiculairement la ligne de contact.

### Les articulations doubles
Les articulations Caquot ou Freyssinet sont parfois dédoublées pour ajouter une capacité de translation à leur capacité normale de rotation.
L'articulation double Caquot permet des déplacements de plusieurs centimètres alors que l'articulation double Freyssinet n'autorise que de faibles déplacements. Toute opération de réparation doit veiller à conserver la stabilité de l'ouvrage.

## Appareils d'appui en caoutchouc fretté

### Les premiers appareils
Au début des années 1950, des grillages en fils tréfilés et étamés à mailles de 4 mm sont disposés entre des plaques de caoutchouc de 5 mm d’épaisseur. Sous l’effet de la pression les fils du grillage s’impriment dans le caoutchouc. Les éléments empilés sont solidarisés par des attaches métalliques fixées sur les bords.
Avec les appareils LARGO-PILE, le grillage est remplacé par des tôles ayant subi un premier traitement, mais les vrais premiers appareils d'appui en caoutchouc fretté adhérisé par vulcanisation apparaissent en France en 1956 et en 1957 aux États-Unis.
Il s’agit dans un premier temps de plaques de caoutchouc comportant un feuillet adhérisées à deux tôles minces. Pour constituer un appareil d'appui permettant une déformation en cisaillement et une rotation plus importantes, les mono-feuillets ont été collés les uns sur les autres, puis alternés avec des tôles.
On distingue alors les appareils non enrobés, les semi-enrobés et les enrobés. Les frettes étaient en acier ordinaire ou en acier inoxydable. Les appareils d'appui unitaires étaient découpés dans une plaque mère d'environ 1 m2 et sont reconnaissables en France par la couleur de la peinture de protection :
- rouge : qualité Ponts et Chaussées,
- verte : qualité Ponts Rails,
- grise	: frettage en acier inoxydable,
- jaune : qualité Bâtiment.

### Typologie des appareils actuels
La norme française NF EN 1337-3 définit six types d'appareils d'appui.
- Type A : appareil d’appui à une seule frette enrobée
- Type B : appareil d’appui comportant au moins deux frettes (ici cinq) et entièrement enrobé
- Type C : appareil d’appui comportant des plaques métalliques extérieures
- Type D : appareil d’appui glissant comportant en surface une feuille de PTFE (polytétrafluoroéthylène)
- Type E : appareil d’appui glissant comportant en surface une plaque métallique en contact avec la feuille de PTFE
- Type F : Appareil d’appui non fretté et en bande.

Type B: appareil d’appui comportant au moins deux frettes et entièrement enrobé.
Type C : appareil d’appui comportant des plaques métalliques extérieures pour ancrage.
Type E : appareil d’appui glissant comportant en surface une plaque métallique en contact avec la feuille de PTFE.

### Parties constitutives
Un appareil d'appui en élastomère fretté est un « bloc d'élastomère vulcanisé (…) renforcé intérieurement par une ou plusieurs frettes en acier, collées chimiquement (adhérisation) pendant la vulcanisation. (…). L'élastomère est un matériau macromoléculaire qui reprend approximativement sa forme et ses dimensions initiales après avoir subi une importante déformation sous l'effet d'une faible variation de contrainte ».

#### Le caoutchouc
Le caoutchouc entrant dans la composition des appareils d'appui peut être soit naturel et d'origine végétale, le latex, un polymère de l'isoprène, soit synthétique et, le composé le plus souvent utilisé étant un polymère du chloroprène (polychloroprène ou CR pour "Chloroprène Rubber" dans la norme). Il existe plusieurs formules qui, sur le marché, portent des noms de marques : Néoprène (Du Pont de Nemours), Butachlor (Ugine)… L’usage a retenu la marque néoprène comme nom usuel.

#### Les frettes en acier
Les frettes sont des plaques en acier S 235 ou d’un acier présentant un allongement minimal à la rupture équivalent. Leur épaisseur ne pourra, en aucun cas, être inférieure à 2 mm.

#### Les éléments de glissement
Plusieurs dispositions existent. En France ces éléments de glissement comportent une plaque de PTFE alvéolée collée sur le dessus de l'appareil d'appui en élastomère, soit sur l'enrobage extérieur en élastomère (appareil de type D selon NF EN 1337-3), soit sur une tôle extérieure en acier (appareil de type E selon NF EN 1337-3). Une tôle en acier inoxydable poli liée à une platine supérieure en acier S235 glisse sur la plaque de PTFE.

#### Dispositifs anti-cheminement
Lorsque l’on veut éviter les déplacements, on met en place des dispositifs anticheminements constitués de butées ou taquets d’arrêt, qui ne doivent par ailleurs pas gêner les déformations : compression, distorsion et rotation. Notamment, les butées doivent venir en contact avec une plaque (ou frette extérieure) dont l'épaisseur sera au moins égale à la hauteur de la butée (appareils d'appui de type C de la norme NF EN 1337-3). En aucun cas, la butée ne doit se faire sur le feuillet en élastomère.

### Caractérisation des appareils

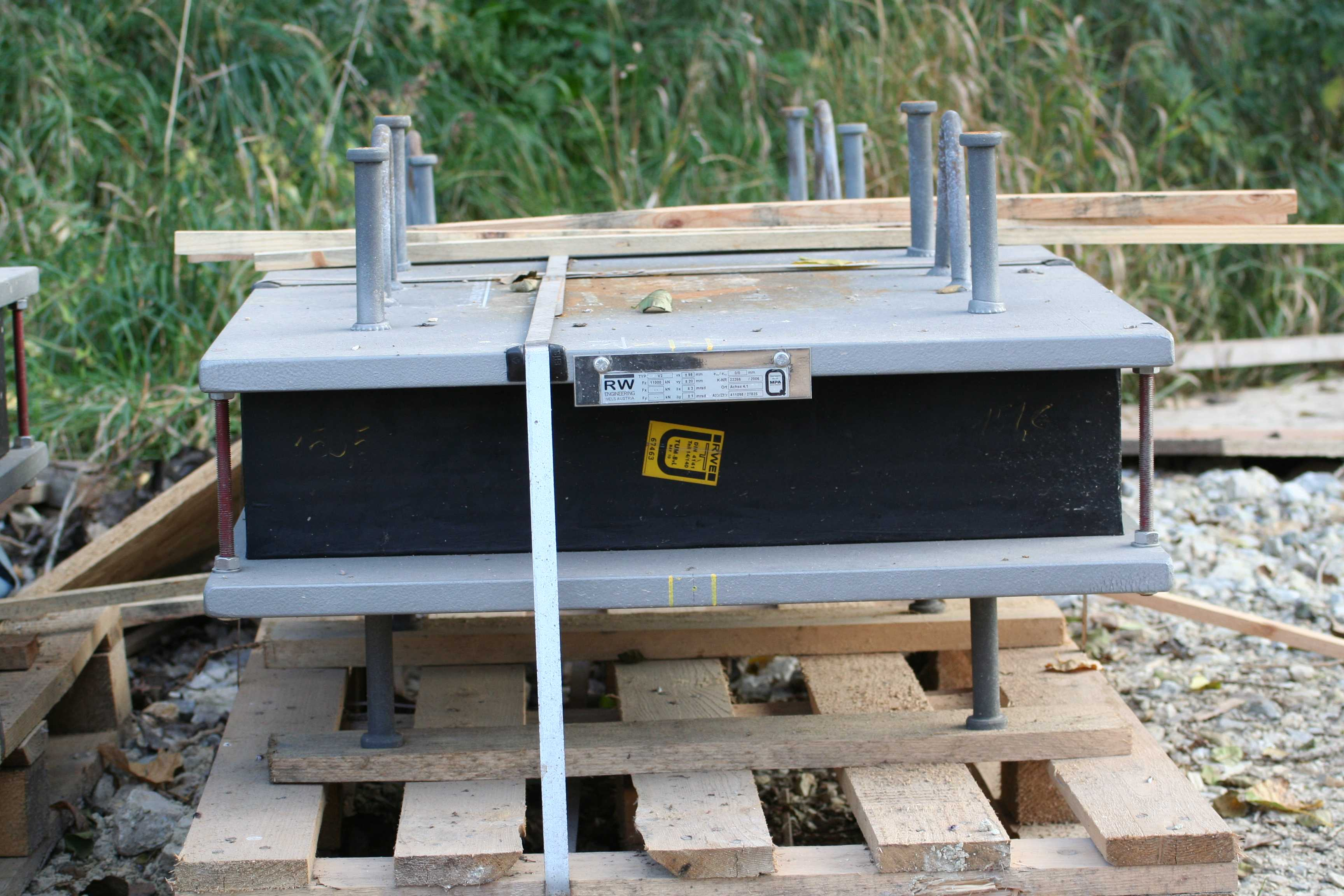
Appareil d'appui de type C, avec plaque d'ancrage

#### Indicateurs généraux
Les appareils d’appui en élastomère fretté sont caractérisés par leurs dimensions (largeur, longueur, épaisseur), le nombre de feuillets (frettes), la charge admissible. Les appareils d'appui en élastomère fretté supportant des réactions d'appui inférieures à 12 MN, calculées à l'état limite ultime (ELU) ont des dimensions en plan de l'ordre de 700 x 700 mm ou inférieures.

#### Indicateurs de performance
Les indicateurs de performance sont les suivants :
- Module de cisaillement G
- Raideur en compression Cc
- Résistance aux efforts répétés en compression
- Capacité de rotation statique
- Adhérence en cisaillement
- Propriétés physiques et mécaniques de l’élastomère
- Propriétés mécaniques des frettes internes

#### Dimensionnement
En référence à la norme NF EN 1337-3, quatre types de vérification aux Etats Limites Ultimes doivent être faits pour les appareils d'appui en élastomère fretté quel que soit leur type :
- la distorsion totale maximale en tout point de l'appareil d'appui est limitée ;
- l'épaisseur des frettes doit être suffisante pour résister à la traction qu'elles subissent ;
- la stabilité de l'appareil d'appui doit être assurée à la rotation, au flambement et au glissement ;
- les actions exercées par l'appareil d'appui sur le reste de la structure doivent être vérifiées (effet direct de l'appareil d'appui sur la structure et effet indirect dû aux déformations de l'appui).

#### Distorsion
La distorsion d’un appareil d’appui en élastomère fretté est la déformation de l’ensemble du dispositif due au cisaillement. Elle est mesurée par la valeur de la tangente {\displaystyle \gamma }, {\displaystyle \gamma } étant l’angle de distorsion.
Si on donne comme variables :

{\displaystyle \gamma } : l'angle de distorsion

u : déformation horizontale de l'appareil d'appui 

T : épaisseur totale de l'appareil d'appui

ts : épaisseur des frettes

n : nombre de frettes

on a 

Un appareil d'appui en caoutchouc fretté est dimensionné pour une valeur maximale de {\displaystyle \tan \gamma } = 0,7 appelée « capacité de distorsion » et cette valeur maximale correspond aux déplacements relatifs extrêmes entre l'appui et la structure. Dans la plupart des cas, le rapport u/T correspond à une bonne approximation.
Les mesures de distorsion in situ doivent tenir compte de la température du pont, car la longueur du tablier varie en fonction de la température et l’appareil est de fait déformé.

### Désordres et dysfonctionnements

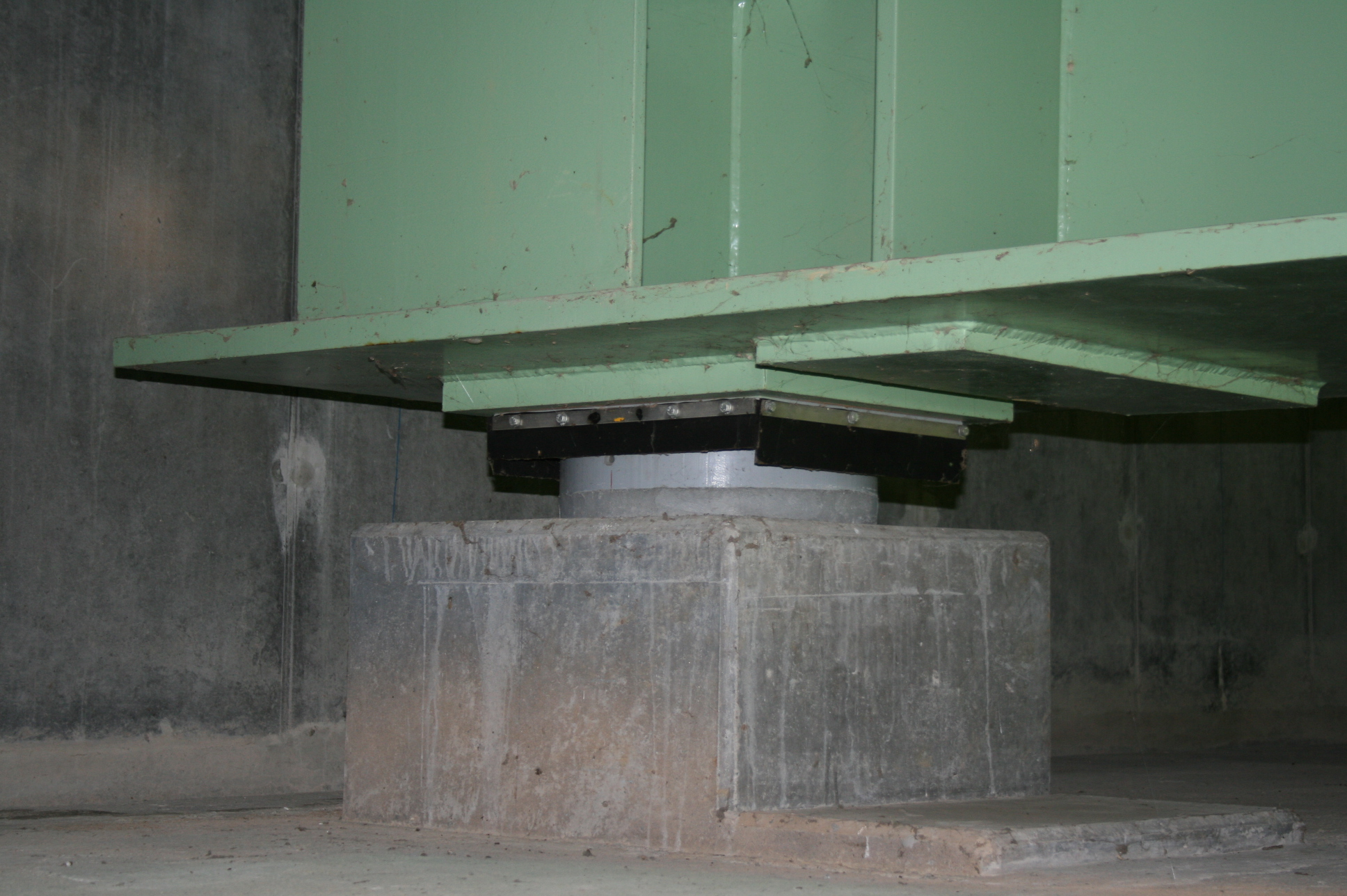
Appareil d'appui à pot - Viaduc de Briare - Loiret. Noter les jupes de protection (en noir) pour éviter la corrosion des pièces.

#### Fissuration du caoutchouc
Le principal désordre est l'apparition de fissures ou « gerçures » des bourrelets des feuillets. L'origine possible de ces fissures est :
- un excès de compression.
- plus rarement, une mauvaise tenue aux effets de l'ozone avec une fissuration caractéristique à 45°. La profondeur de la fissure reste limitée à 1 à 2 cm et l’appareil peut être laissé en place sous réserve d'un suivi régulier
- un éclatement des feuillets par excès de compression (rare), qui donne une fissure caractéristique rectiligne et parallèle au plan de frettage.

#### Corrosion des frettes
Les appareils d'appui anciens découpés dans une plaque mère ou comportant une frette extérieure sont au contact de l’air. Une corrosion des chants des frettes ou des frettes extérieures peut dès lors à terme être constatée. À partir d'un certain degré de corrosion, ces appareils doivent être changés. Pour éviter une corrosion des chants des frettes, il était mis en œuvre une peinture de protection dont la tenue sous la formation des bourrelets et la distorsion était particulièrement mauvaise. Son écaillage ou son faïençage n'est toutefois pas grave.
Ce désordre ne devrait plus se voir avec les appareils d'appui actuels complètement enrobés. Toutefois il y a les frettes extérieures des appareils d'appui venant sur des taquets (dispositifs anti-cheminement) qui ne sont pas enrobés et sujets à des désordres dus à la corrosion.

#### Glissement des frettes
Le glissement des empilements frettes-feuillets apparaît essentiellement dans les appareils d’appuis anciens non adhérisés par vulcanisation. Un tel désordre nécessite une intervention rapide pour éviter une dénivellation brutale de la structure.

#### Distorsion anormale
Au-delà d’une valeur de la distorsion de 0,7 on considère que le fonctionnement de l'appareil d'appui est anormal. Cela étant, on doit considérer que ces produits peuvent admettre des distorsions allant jusqu'à 1,5 et ce n'est qu'à ce niveau qu'on doit envisager le remplacement de l'appareil d'appui à court terme.
Il faut cependant vérifier si l'effort tangentiel engendré par cette déformation est compatible avec le fonctionnement de l'appui (cas de piles minces, par exemple).
Au-delà de 1,5, il y a le risque d'une déformation dite en S, d'un cheminement ou d'un échappement des appareils d'appui.
Les causes de distorsion anormale peuvent être :
- une erreur de calcul ou de positionnement d'un point fixe,
- une sous-évaluation des déformations différées,
- un mouvement de la structure,
- un défaut de réglage en cours de chantier,
- un mouvement d'appui (poussée de remblai),
- un grippage d'une plaque glissante.

## Appareils d'appui à pot

### Parties constitutives

Parties constitutives d’un appareil d’appui à pot.

Un appareil d'appui est constitué d'une embase métallique en forme de pot cylindrique de faible hauteur, dans laquelle est enserré un coussin en caoutchouc avec un joint périphérique pour assurer l'étanchéité.
Les pots sont en général usinés dans une plaque de forte épaisseur formant un ensemble monolithique. Le piston (ou couvercle) emboîté avec un très faible jeu dans le pot s'appuie sur le coussin et va transmettre les charges avec possibilité de rotation. Le coussin, emprisonné entre le piston et le pot, se comporte théoriquement comme un fluide.
La majorité de ces coussins sont en caoutchouc naturel, certains plus anciens sont en néoprène. Les joints périphériques sont le plus souvent en laiton ou en acier inoxydable.
Dans cette configuration, la fonction de l'appareil se limite à un rôle d'appui fixe. Pour permettre la fonction de déplacement, on engrave dans la partie supérieure du piston un disque de PTFE (polytétrafluoroéthylène), sur lequel va glisser une plaque en acier dont la surface de contact avec le PTFE alvéolé ou non et graissé est en général en acier inoxydable. Cette plaque d'acier est fixée sur son support par collage, vissage ou soudage.
Les appareils peuvent être munis d’un dispositif de guidage qui autorise le glissement dans toutes les directions (appareil multidirectionnel) ou dans une seule direction (appareil unidirectionnel).
Ils peuvent être ancrés soit par simple frottement avec la structure, ou par une boulonnerie et des pattes de scellement. Ces ancrages devraient être disposés de manière à permettre en principe le démontage de l'appareil.

### Typologie des appareils à pot
Les appareils se différencient essentiellement par leur type de guidage qui peut être central ou latéral.
Le guidage central peut être obtenu par une clavette centrale fixée au piston par boulons à serrage ou par soudage, ou bien par usinage de la plaque de glissement et engravure dans le piston.
Le guidage latéral peut être obtenu par des plaques latérales boulonnées, soudées ou usinées dans la masse.

avec plaque de glissement, sans guidage (multidirectionnel).
avec plaque de glissement et guidage central (unidirectionnel).
avec plaque de glissement et guidage latéral.

### Désordres et dysfonctionnements

#### Protection contre la corrosion du métal
Une dégradation de la peinture contre la corrosion du métal est le principal désordre rencontré. Elle est mesurée à l'aide d'appareil adapté (Elcomètre ou équivalent). En fonction de l'état de la protection, on peut prévoir, à terme une réfection de la peinture de protection.
Il est très rare de rencontrer des parties métalliques fissurées.

#### Extrusion du coussin de caoutchouc
La rotation en service de l'appareil d'appui doit régulièrement être mesurée, car en cas de dysfonctionnement, le coussin de caoutchouc peut sortir du pot et entraîner une dénivellation du tablier.
Les causes possibles sont :
- la conception du produit (défaut du joint anti-extrusion entre le piston et la virole),
- un problème de pose,
- des mouvements anormaux de la structure,
- le décollement des appuis.

#### Corrosion de la plaque de glissement
La plaque métallique et celle en PTFE peuvent s’user et dès lors limiter voire empêcher tout glissement de la structure. Des décollement de la partie en acier inoxydable ou en PTFE peuvent également être observés.

## Choix entre élastomère fretté et pot
L'appareil d'appui en élastomère fretté est adapté pour des réactions d'appui limitées à 12 MN, calculées à l'état limite ultime (ELU). Cette valeur correspond à des dimensions en plan de l'ordre de 700 x 700 mm. Au-delà de 20 MN, les appareils d'appui à pot sont préférables car ils limitent l'encombrement du dispositif. Entre ces deux valeurs il est possible de conserver des appuis en élastomère, soit en augmentant les dimensions jusqu'à 900 x 900 mm pour les grands ouvrages, soit en accolant deux appareils d'appui plus petits.
Cette dernière solution n'est facile à mettre en œuvre que pour les ponts en caisson et les ponts à dalle en béton pour des raisons d'encombrement de l'appareil d'appui. Elle est difficilement envisageable pour les ponts à poutres (mixtes ou en béton précontraint).
Par contre, en cas de rotations sur appui importantes, l'appareil en élastomère peut convenir, mais il faut souvent augmenter exagérément l'épaisseur d'élastomère, ce qui pose d'autres problèmes. Au niveau des déplacements horizontaux, les systèmes de glissement des Appareils à pot offrent une meilleure qualité et donc une meilleure durabilité : c'est donc le critère du déplacement qui va influer sur le choix.
Les contraintes de fabrications (dimensions des presses principalement) font que les plus grandes dimensions des appareils en élastomère sont limitées, à l'heure actuelle, à environ 1000 x 1000 x 300 mm pour les fabrications françaises et 1200 x 1200 x 300 mm à l'étranger (on peut atteindre parfois 1200 x 1200 x 300 mm).
En zone sismique, même pour de fortes descentes de charges, il est préférable de prévoir des appareils en élastomère fretté. En effet, en l'absence de point fixe, et compte tenu de la souplesse qu'ils apportent, le comportement global de l'ouvrage sous séisme d'amplitude modéré est meilleur. Sous fort séisme, ils se déchireront, et leur remplacement sera moins coûteux que s'il s'agit d’appareils à pot.

## Normalisation

### En Europe
La normalisation des appareils d'appui a été engagée au niveau européen à la suite de la Directive sur les Produits de la Construction en date du 21 décembre 88, qui fait partie des Directives dite nouvelle approche.
Le but de ces directives "nouvelle approche" était de supprimer les barrières techniques dans le domaine de la construction. Dans le ce cadre les ouvrages doivent satisfaire aux six exigences essentielles (Essential Requirements ou ERs) :
- Résistance mécanique et stabilité,
- Sécurité en cas d’incendie,
- Hygiène, santé et environnement,
- Sécurité d’utilisation,
- Protection contre le bruit,
- Économie d’énergie et isolation thermique.

Les normes européennes sont adoptées à la majorité pondérée, c’est-à-dire qu’au moins 71 % des votes exprimés (abstentions exclues) sont en faveur du texte. Elles sont obligatoirement reprises dans la collection nationale des pays membres qui doivent éliminer dans leurs normes toutes les dispositions contradictoires.
Le domaine d'application de la norme NF EN 1337 « appareils d'appui structuraux » est très général et concerne aussi bien le bâtiment que toutes structures de génie civil, dont les ponts et viaducs.:
| Code       | Nom                                          | Date d'adoption | Date de publication NF EN en France |
| ---------- | -------------------------------------------- | --------------- | ----------------------------------- |
| EN 1337-1  | Indications générales                        |                 | décembre 2000                       |
| EN 1337-2  | Éléments glissants                           |                 | décembre 2004                       |
| EN 1337-3  | Appareils d'appui en élastomère              | 09/03/2005      | 01/09/2005                          |
| EN 1337-4  | Appareils d'appui à rouleau                  | 07/04/2004      | 01/12/2004                          |
| EN 1337-5  | Appareils d'appui à pot d'élastomère         | 09/03/2005      | 01/09/2005                          |
| EN 1337-6  | Appareils d'appui à balancier                | 07/04/2004      | 01/02/2005                          |
| EN 1337-7  | Appareils d'appui sphériques et cylindriques | 17/03/2004      | 01/12/2004                          |
| EN 1337-8  | appareils d'appui guidés et bloqués          | 10/10/2007      |                                     |
| EN 1337-9  | Protection contre la corrosion               |                 | novembre 1998                       |
| EN 1337-10 | Inspection et entretien                      |                 | février 2004                        |
| EN 1337-11 | Transport, stockage et installation          |                 | novembre 1998                       |